# نی‌ایزا، سایتاما
نی‌ایزا در استان سایتاما در کشور ژاپن واقع شده‌است که دارای جمعیت ۱۵۵٬۹۲۶ نفر و مساحت ۲۲٫۸۰ کیلومتر مربع با تراکم جمعیت ۶٬۸۳۹ نفر در کیلومترمربع است و در تاریخ ۱ نوامبر ۱۹۷۰ به عنوان شهر شناخته شد.